# 三五公司源成農場
三五公司源成農場（さんごこうしげんせいのうじょう）とは、日本統治下の台湾台中州において、当初日本人小作移民を招来して小作制経営を行い、自己の所有する製糖会社に原料甘蔗を供給させることを目的として、愛久澤直哉（あくざわなおや）により設立された農場である。 

## 来歴
- 1909年（明治42年）台中州北斗郡二林庄（現在の彰化県二林鎮）において官有予約開墾許可地456甲の払い下げを受け、隣接する民有地1,569甲を買収した上で、同年5月までに86戸（322人）の日本人農民を招来して開設された[1]。なおこの土地は、当時の彰化庁庁官小松吉久が、台湾人の民有地に弾圧を加えて、約3000甲の土地をたった一日で強制買収したものを得たものであった[2]。
- 1910年（明治43年）には改良製糖部を設立して赤糖の製造を開始した[1]。水田には蔗作も行った[1]。その後、蔗作の割合も漸増した[1]。
- 1933年（昭和8年）新式製糖工場を開設し、赤糖製糖から分蜜糖製糖に転換した[3]。
- 1935年（昭和10年）における合資会社三五公司源成農場の資本金は335万円であったとの記録が残っている。これによると遅くとも同年までには合資会社形態をとっていた。また同社の役員の記載は以下のとおりである。代表社員愛久澤直哉。社員愛久澤文。社員愛久澤備。主事小林正之介の4名である。さらに「合資会社三五公司源成農場製糖部」として貸借対照表が記載されている[4]。
- 1937年（昭和12年）より小作水田の三年輪作を開始、1939年（昭和14年）より蔗作期間は会社が農場を直営し、稲作期間は所有耕地を従前通り小作経営とする体制（蔗作直営稲作小作経営）に移行した[3]。

## 農場開設時の状況
領台初期における総督府の植民政策は、特別な注意を払い行われた。すなわち清国政府を刺激しないように、積極的な植民政策を実行するのでなく、裏面から懐柔的に植民政策の実現を期すこととされた。そのため当時官有未墾地の払い下げを出願する民間人が族出する機会を促えて、これを利用して内地人の移植を促進すべきとされた。官有未墾地の払下げがなされたとき、払下げの出願者は38件、その面積の合計は3万8000甲に及んだ。しかし、払下げを受けた者のうち、条件通りに移民事業を実行したものは、愛久澤を含めわずか8人に過ぎなかった。そしてこの官有未開墾地の払下げにあたっては、総督府より日本人移民を収容するようにとの厳重な要件が付されていた。そのため1909年の農場開設時における移民に対しては以下のような手厚い保護があった。
1. 農場までの旅費の支給[7][8]
2. 家屋と敷地菜園の無料貸与[7][9]
3. 家具農具及び種子肥料の貸与[7][9]
4. 一定時間食費の貸与[7][9]
5. 上記貸与金品の回収は移住の翌年より4カ年内に年賦をもって返納させる[7][9]
6. 衛生に関しては農場付近に医療所を特設し医師を招聘し、病室を設け重患者を収容し、治療薬価の実費を徴収する[7][9]
7. 教育に関しては農場の費用を以って移民地に校舎を建設し、これを官に寄付し彰化小学校の分教場とし移民の子弟の教育をする[7][9]

このような保護を加え日本人移民を奨励し、移民戸数も一時的には123戸にのぼった。しかし農場自体の成績は甚だしく不良であり、開設翌年にはすでに動揺し始め、離散する移民者の数が極めて多く、遂には日本人の小作移民の収容して小作制大農場を経営しようとする試みは失敗に終わった。そのため、その後近隣の客家系台湾人を招来して小作制大農場を展開することとなった。なお、このとき整理された日本人移民のうち34戸（157人）が同じく愛久澤が開設した三五公司南隆農場に収容されることになった。

## 農場の面積の増加
本農場の農場面積は、以下の表に見るように一貫して増加している。
| 土地用途 | 1909年（明42年） | 1912年（大元年） | 1918年（大7年） | 1926年（昭元年） | 1931年（昭6年） | 1940年（昭15年） |
| -------- | ---------------- | ---------------- | --------------- | ---------------- | --------------- | ---------------- |
| 田       | 不明             | 不明             | 不明            | 1,581            | 1,612           | 1,262            |
| 畑       | 不明             | 不明             | 不明            | 860              | 1,233           | 1,547            |
| その他   | 不明             | 不明             | 不明            | 85               | 247             | 1,200            |
| 計       | 2,025            | 2,640            | 3,280           | 2,526            | 3,092           | 4,009            |

## 蔗作直営稲作小作経営
1939（昭和14）年より「蔗作直営稲作小作経営」が開始され、3ヵ年のうち1年半が蔗作直営、残りの1年半を従前通り稲作・雑作小作とする体制に移行した。小作契約期間は6カ年であり、小作人総数は1000人あまりであった。すなわち蔗作の直営経営と稲作の小作経営が輪作を媒介にして結合し、稲作小作人は、蔗作期間中源成農場の労働者となった。この蔗作直営稲作小作経営は以下のような利点があった。
1. 蔗作につき農場が直営することによる製糖原料を確保。1920年代日本国内での人口増加による食料供給が緊迫化と「蓬莱米」の栽培の成功により、台湾米が日本に移出することができるようになり米の価格が急騰した。このため台湾中部における製糖工場は、水田稲作地への転換による甘蔗耕作地の減少、ならびに水田稲作への対抗上甘蔗買収価格を上げざるを得ず、原料確保に困難をきたすという、いわゆる「米糖相克」の状況にあった。そのため他の製糖会社は、砂糖の原料の確保に不安を抱いていたが、これと対照的に源成農場では原料である甘蔗の確保に不安を感ずることはなかった[12]。
2. 土地利用上の利点。もともと源成農場は海岸に近接し季節風の被害を受けやすかったが、甘蔗、稲、雑作との輪作関係をとっていたので面積当たりの収穫が高かった[13]。
3. 直営農場の労働力の確保。稲小作経営を設定することにより、直営農場の労働力を安定的にかつ有利に確保することができた[3]。